# Гува (річка)
Гува (грец. йува — яма, вибоїна) — річка в Криму, починається на південно-західному схилі Нікітської яйли. Після злиття з річкою Бал-Алма утворює річку Дерекойка.